# Biurowiec Wojewódzki
Biurowiec Wojewódzki – wieżowiec położony w Katowicach przy ulicy Wita Stwosza 31. Został zbudowany w roku 1985.
Obecnie jest siedzibą między innymi: Prokuratury Okręgowej, Prokuratury Apelacyjnej.
W budynku pracuje ponad 800 osób. Sprawną komunikację wewnątrz budynku zapewnia 5 wind. 
Parametry budynku:
- Powierzchnia użytkowa: 17987 m²
- Powierzchnia zabudowy: 1573 m²
- Kubatura: 70970 m³
- Typ: biurowiec